# Jarilo
Jarilo är kärlekens och åkerbrukets gud i slavisk mytologi. Jarilo framställdes i konsten som en ung man på en vit häst. Han ska ha varit en väldigt vacker och viril man och i fruktbarhetsritualer begravdes symboliskt en avgudabild av honom.
Jarilo dog och återuppstod varje år därför att hans livscykel följde vetets livscykel. När vetet grönskade hölls stora festiviteter då Jarilo återkom ifrån de dödas rike. Jarilo dyrkades även långt efter kristendomens införande och många döpte sina söner till Jaroslav till gudens ära.